# José Bragança de Miranda
José Augusto Bragança de Miranda (n. Lisboa, 27 de Janeiro de 1953) é um investigador, ensaísta e, professor universitário português.
É licenciado em Sociologia pelo ISCTE, desde 1982 e, obteve o doutoramento em Comunicação Social, pela Universidade Nova de Lisboa, em 2001. É professor da Faculdade de Ciências Sociais e Humanas da Universidade Nova de Lisboa, onde iniciou funções em 1995. Tem obra publicada nas áreas de comunicação e cultura, cibercultura e estudo dos media.